# Anoropallene laysani
Anoropallene laysani is een zeespin uit de familie Callipallenidae. De soort behoort tot het geslacht Anoropallene. Anoropallene laysani werd in 1972 voor het eerst wetenschappelijk beschreven door Child. 